# Charina
Genre
Charina est un genre de serpents de la famille des Boidae.

## Répartition
Les espèces de ce genre se rencontrent dans l'ouest de l'Amérique du Nord.

## Liste des espèces
Selon The Reptile Database (18 décembre 2012) :
- Charina bottae Blainville, 1835 - Boa caoutchouc
- Charina umbratica Klauber, 1943

## Publication originale
- Gray, 1849 : Catalogue of the specimens of snakes in the collection of the British Museum, London, p. 1-125 (texte intégral).